# Mångbyn
Mångbyn är en småort i Lövångers distrikt (Lövångers socken) i Skellefteå kommun, Västerbottens län.